# Paul von Essen

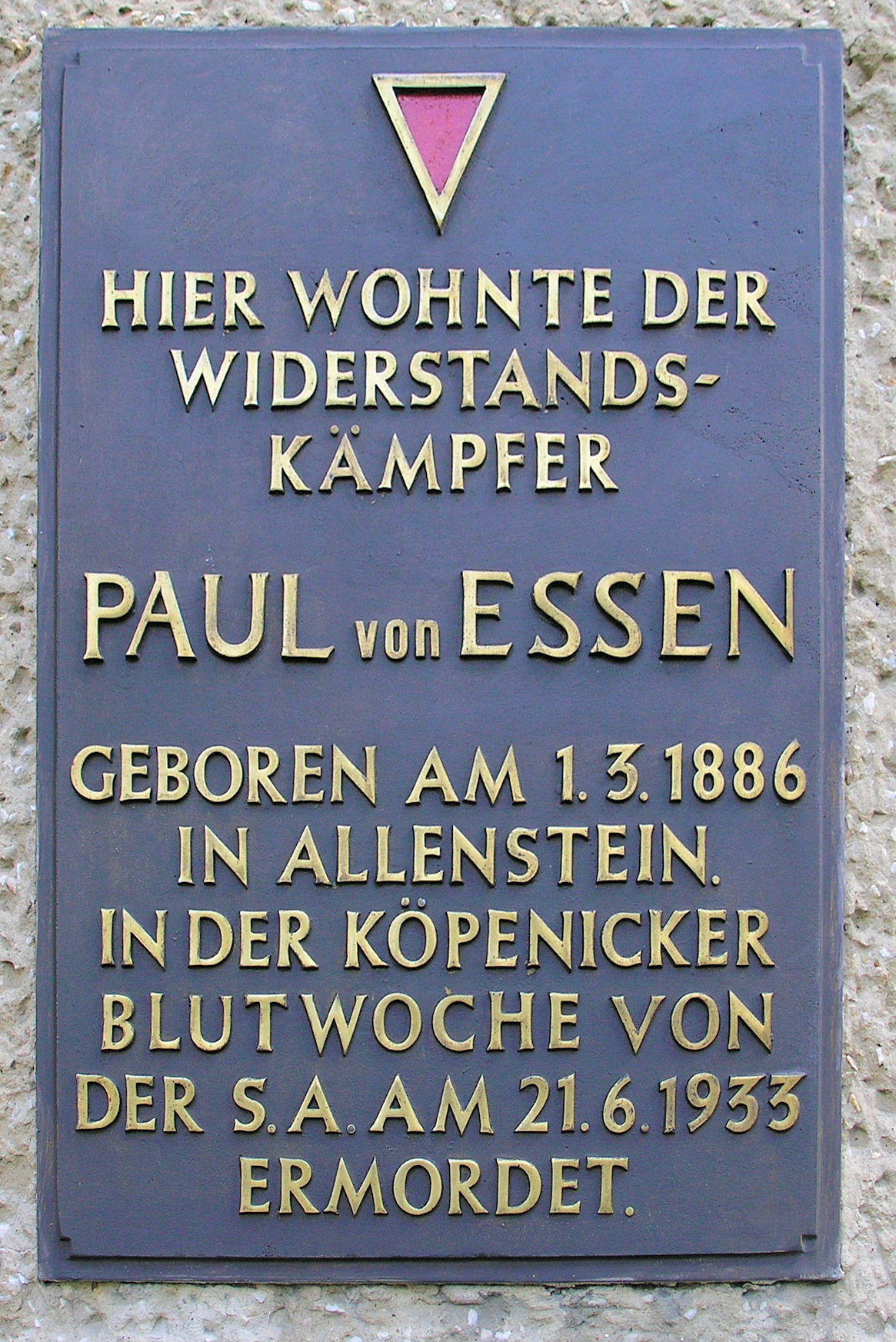
Gedenktafel am Haus Essenplatz 9 in Berlin-Köpenick

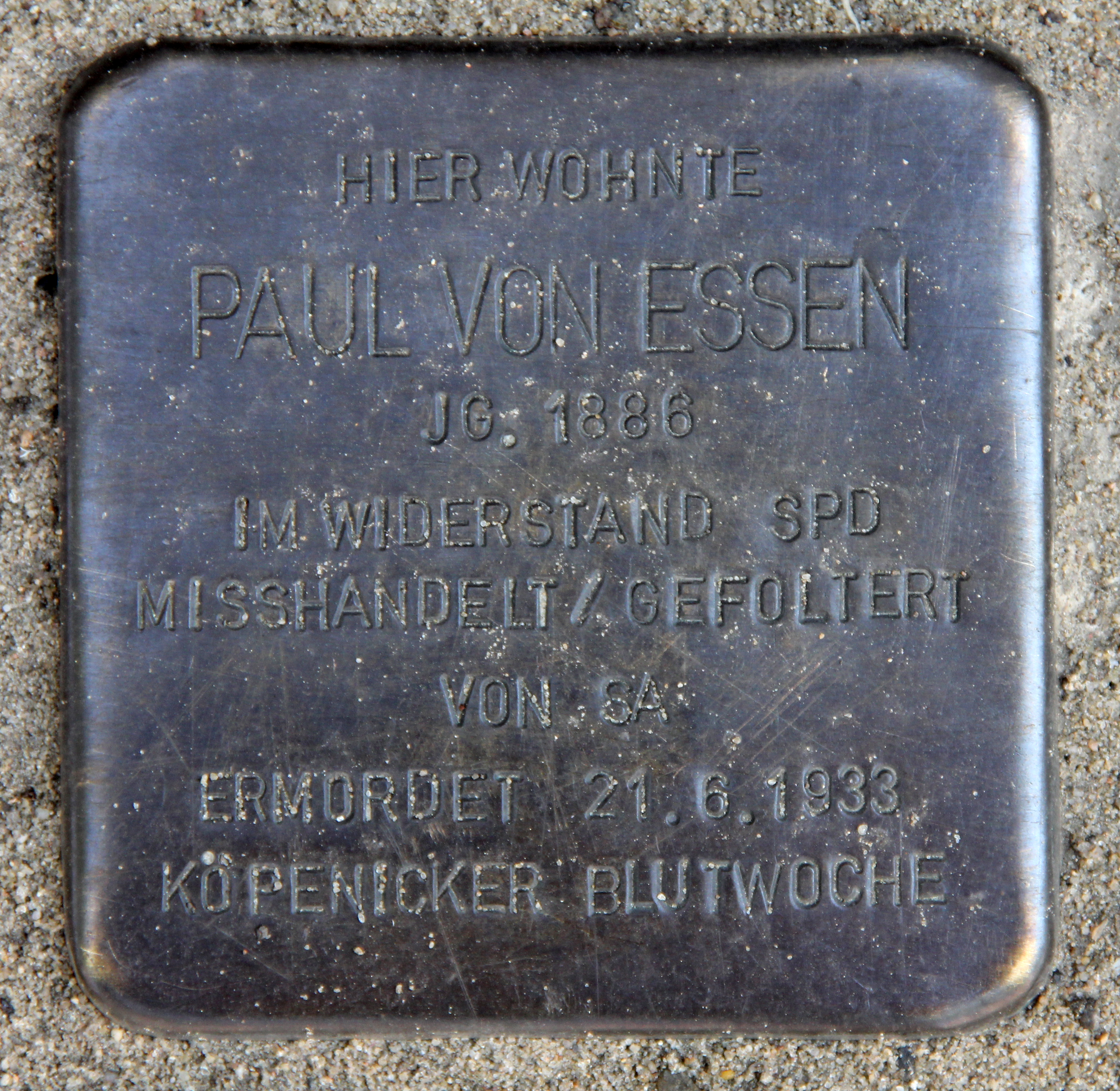
Stolperstein am Haus, Essenplatz 9, in Berlin-Köpenick

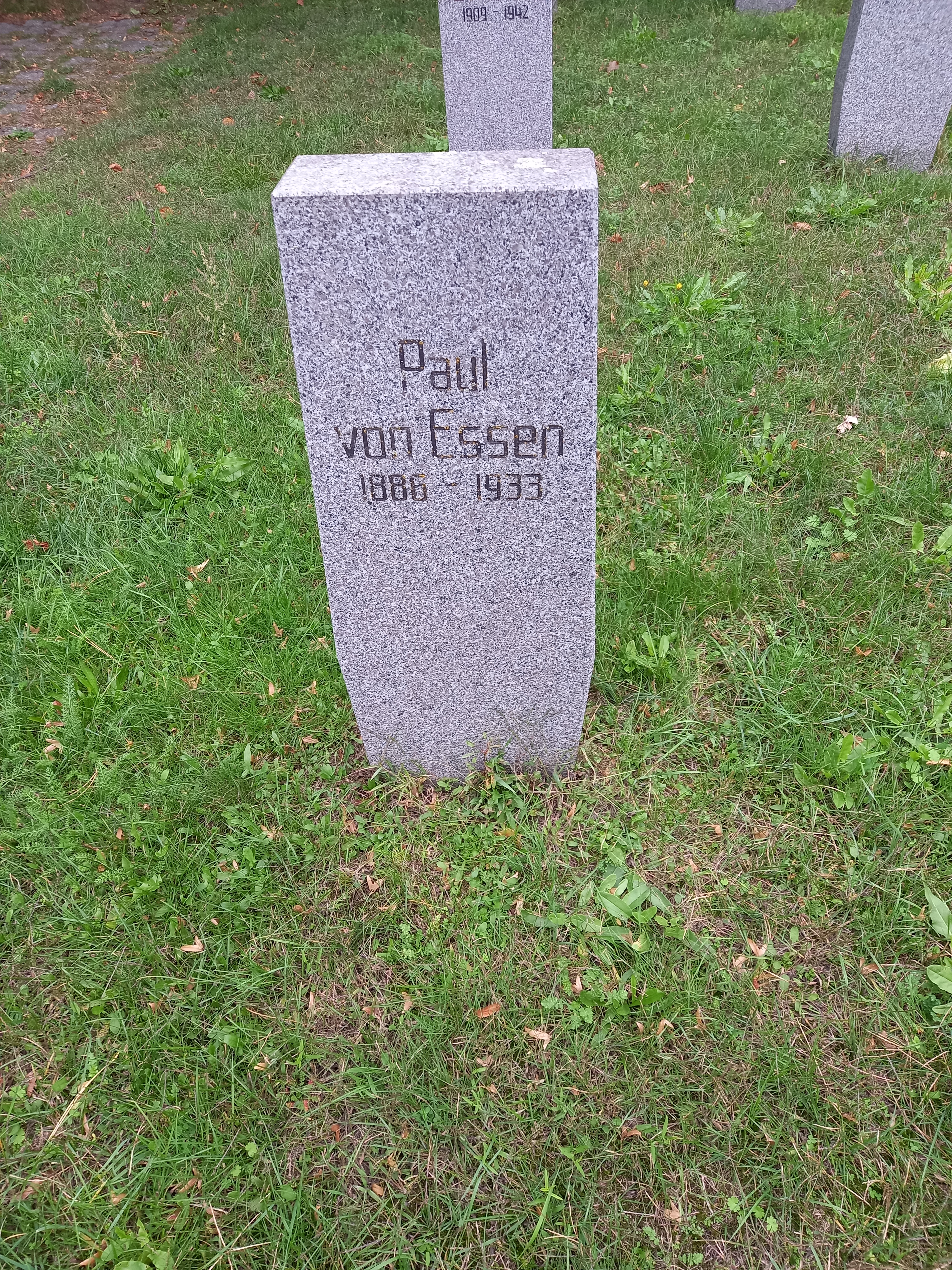
Das Grab von Paul von Essen auf dem Friedhof Baumschulenweg in Berlin

Paul von Essen (geboren am 1. März 1886 in Allenstein; gestorben am 21. Juni 1933 in Berlin-Köpenick) war ein deutscher Gewerkschafter und Mordopfer der Köpenicker Blutwoche.

## Leben
Paul von Essen war der Sohn eines Eisenbahners und wurde im ostpreußischen Allenstein geboren. Er erlernte den Beruf eines Maschinenschlossers. Im Jahr 1904 zog er nach Danzig und 1905 nach Berlin. Seit dem Jahr 1907 arbeitete er im Kabelwerk Oberspree. Dort wurde er zum Betriebsrat gewählt. Er trat der SPD bei, wurde Mitglied des Deutschen Metallarbeiter-Verbandes (DMV) und des Reichsbanner Schwarz-Rot-Gold. Seit 1919 wohnte er in der Siedlung Elsengrund. Im Jahr 1932 wurde er von den Kabelwerken Oberspree entlassen. Nach seiner Entlassung arbeitete er als Jagdhelfer bei der Wäscherei Landrock in Köpenick. Er war Sekretär des DMV in seinem Betrieb. Als Mitglied des Reichsbanners versuchte er die Wehrorganisation gegen den Papen‐Staatsstreich 1932 und gegen die Errichtung der Hitler‐Diktatur zu mobilisieren.
Nach der Machtergreifung der Nationalsozialisten am 21. Juni 1933 wurde Paul von Essen am frühen Morgen von der SA gefangen genommen. Er wurde in das SA-Sturmlokal „Seidler“ gebracht. Zur Vernehmung hatte man den Kriminalkommissar Otto Busdorf zuhause abgeholt, obwohl dieser dienstfrei hatte. Dieser wurde im Jahr 1950 deshalb zu einer 25-jährigen Zuchthausstrafe verurteilt und verstarb in Haft. Von Essen und Götz Kilian wurden hier gefoltert und später in das Amtsgerichtsgefängnis Köpenick gebracht. Stelling wurde dort erschossen. Kilian überlebte schwer verletzt. Er starb 1940 an den Folgen der Misshandlungen. Ein Zeuge berichtet 1933: „Das Auto brachte uns zum Köpenicker Gerichtsgefängnis. Der Platz vor dem Amtsgericht war voll von SA-Leuten, die sich sofort auf uns stürzen wollten.“ […] „Inzwischen war unter ungeheurem Siegesgeheul der 55jahrige Genosse Paul von Essen herbeigeschleppt worden. Er war seit langer Zeit erwerbslos, eben erst aus dem Krankenhaus gekommen und auf einem Auge blind, Vater von vier Kindern und Kriegsteilnehmer. Man schlug ihn erst ins Gesicht, dann riss man ihm die Hosen herunter und schlug ihn mit geradezu rasender Wut mit Stöcken und Knütteln auf den entblösten Körper, bis er die Besinnung verlor. Ein SA-Führer sagte dann: ‚So, ein Schwein wäre fertig!‘ Genosse von Essen ist inzwischen den furchtbaren Verletzungen, die ihm seine Peiniger zufügten, erlegen.“ „In der Nacht vom 22. zum 23. Juni 1933 wurden vom Amtsgerichtsgefängnis die dort ermordeten und in Säcke genähten Opfer, darunter von Essen, Stelling und Pokern mit dem Lastkraftwagen der Firma Ewald zum SA-Lokal Wendenschloss gebracht.“ Am 1. und 2. Juli 1933 wurden in Säcken eingenäht in der Dahme die verstümmelten Leichen von Johannes Stelling, Paul von Essen und Karl Pokern gefunden. Am 12. Februar 1934 schlägt die Zentralstaatsanwaltschaft das „Verfahren in der Todesermittlungssache Stelling, von Essen, Pokern und Pohle“ nieder.
Stelling und Essen wurden unter großer Anteilnahme ihrer sozialdemokratischen Genossen im Juli 1933 im Krematorium Wedding (Gerichtsstraße) eingeäschert. Von Essen wurde auf dem Friedhof Baumschulenweg beerdigt. SA-Männer stahlen seine Urne.

## Gedenken
- Am 31. Juli 1947 erfolgte die Umbenennung seiner ehemaligen Wohnstraße in Köpenick in „Essenplatz“.[12]
- Gedenktafeln am Wohnhaus „Essenplatz 9“, am „Essenplatz 1“ und in der „Wilhelminenhofstraße 76–77“ erinnern an Paul von Essen.
- Ein Stolperstein vor seinem Wohnhaus „Essenplatz 9“ erinnert seit dem 2. Dezember 2013 an ihn.